# Ricardo Leguizamón
Ricardo Alberto Leguizamón (†25 de junio de 2021, Fernández, Argentina) fue un médico argentino. Involucrado en la política de su provincia natal, Santiago del Estero, ocupó diversos cargos en ministerios. Además fue diputado provincial y  vicegobernador de esa provincia entre 2001 y 2002. Posteriormente ejerció su profesión y fue docente en la Universidad Nacional de Tucumán (UNT) y en la Universidad Favaloro.

## Reseña biográfica
Ricardo Leguizamón nació en la ciudad de Fernández, provincia de Santiago del Estero. En 1975 se graduó de médico cirujano en la Facultad de Ciencias Médicas de la Universidad Nacional de Córdoba. En 1978 se graduó como médico especialista en clínica médica.
Durante la década de 1980 y 1990, ocupó diferentes cargos en la administración pública provincial. Fue integrante del Honorable Concejo Deliberante de Fernández y durante el gobierno de Carlos Juárez, fue ministro de gobierno, de salud y acción social. En 1999, fue elegido como suplente en la Cámara de Diputados de Santiago del Estero. Tras la renuncia de Mercedes Aragonés de Juárez como vicegobernadora de la provincia, Leguizamón asumió su banca y fue elegido por sus pares diputados para reemplazarla en dicho cargo en diciembre de 2001. Acompañó el gobierno interino de Carlos Ricardo Díaz hasta el 31 de octubre de 2002. Luego continuó como diputado provincial hasta la intervención federal a la provincia de Santiago del Estero en abril de 2004
En ese mes, Leguizamón fue detenido con Carlos Díaz por estar imputados como coautores en la causa que investigaba el saqueo al domicilio particular e intento de asesinato del diputado nacional José Oscar Figueroa. Según declaraciones de la defensa del exgobernador, Díaz se encontraba en ese momento en Buenos Aires, y descargó toda la responsabilidad en el entonces vicegobernador, Ricardo Leguizamón. Sin embargo, fue sobreseído por falta de mérito.
Alejado de la política, Leguizamón continuó ejerciendo su profesión en Fernández. En 2013 recibió una distinción del Colegio de Médicos de Santiago del Estero por su trayectoria médica docente. En 2017, obtuvo en Buenos Aires la distinción Ugarit por su trayectoria en la función pública. Este reconocimiento le fue otorgado por el Club Sirio Libanés de Buenos Aires, ya que Leguizamón es descendiente de esa comunidad.
En 2018, la Facultad de Medicina de la UNT designó a Leguizamón como integrante del tribunal de examen final para la graduación de médicos mediante disposición de la Unidad de Práctica Final Obligatoria (UPFO). Además fue elegido por sus antecedentes académicos como docente evaluador de trabajos de investigación epidemiológica que los futuros médicos realizan para graduarse. Además Leguizamón se desempeñó como docente instructor de pasantía en la UNT y en la Universidad Favaloro de Buenos Aires, con sede en el hospital zonal de la ciudad de Fernández, del cual también fue su director.
Falleció en Fernández el 25 de junio de 2021.